# Hola Chile
Hola Chile, est une émission de télévision matinale chilienne, diffusée sur La Red et présentée par Julia Vial et Eduardo de la Iglesia.

## Présentateurs

### Actuels
- Julia Vial (2016-présent)
- Eduardo de la Iglesia (2016-présent)

### Remplacements
- Ignacio Franzani (2017)
- Germán Schiessler (2018-présent)

## Panélistes

### Panélistes actuels
- Constanza Roberts (2016-présent)
- Juan Andrés Salfate (2016-présent)
- Aldo Duque (2016-présent)
- Germán Schiessler (2017-présent)
- Claudio Rojas (2017-présent)
- Libardo Buitrago (2018-présent)
- Vanesa Borghi (2019-présent)

### Anciens panélistes
- Camila Stuardo (2016)
- Yerko Ávalos (2016)
- Romina Sáez (2016)
- Macarena Salosny (2016)
- Michael Roldán (2017)
- Sergio Schilling (2017)
- Victoria Walsh (2016-2017)
- Catalina Pulido (2017-2018)
- Sergi Recasens (2017-2018)
- Paulina Rojas (2017-2018)
- Camila Recabarren (2017-2018)
- Alexandra Vidal (2016-2019)
- Renata Bravo (2016-2019)

## Invités
3 fois
- Libardo Buitrago (2017), analyste international

2 fois
- Francisco Kaminski (2017)

1 fois
- Fabrizio Copano (2017)
- Denise Rosenthal (2017)

## Reporter
- Yerko Ávalos (2016)